# Manoir de l'Habit
Le manoir de l'Habit est un édifice situé à Domfront-en-Champagne, dans la région historique du Maine, en France.

## Localisation
Le monument est situé dans le département français de la Sarthe, au lieu-dit l'Habit, à 1,5 km au nord-ouest du bourg de Domfront-en-Champagne et à 2 km au sud-est de celui de Conlie.

## Architecture
L'édifice est inscrit au titre des monuments historiques depuis le 24 février 1944.